# Final da Copa do Brasil de Futebol de 2002
A final da Copa do Brasil de Futebol de 2002 foi a 14ª final dessa competição brasileira de futebol organizada pela Confederação Brasileira de Futebol (CBF). Disputaram o título do torneio Corinthians e Brasiliense em duas partidas. O primeiro duelo ocorreu no dia 8 de maio, no Estádio do Morumbi, em São Paulo. Já o segundo confronto aconteceu no dia 15 de maio, na Boca do Jacaré, em Taguatinga.
Em sua terceira final de Copa do Brasil, o Corinthians disputou nove partidas (o clube eliminou o duelo de volta, contra o Americano, na segunda fase) até chegar a decisão — foram seis vitórias, um empate e duas derrotas. Já o Brasiliense, que decidia pela primeira vez o título da competição, realizou dez jogos até chegar a final — foram sete vitórias, dois empates e uma derrota.
O Corinthians chegou à final na condição de favorito. Mas na primeira partida da decisão, no Morumbi, o clube paulista sofreu para vencer por 2 a 1. Deivid marcou duas vezes para o time do Parque São Jorge, enquanto Maurício anotou o gol da equipe do Distrito Federal. A partida de volta, na Boca do Jacaré, terminou em um empate por 1 a 1, resultado que consagrou o Corinthians como campeão da Copa do Brasil pela segunda vez. A conquista também assegurou ao time do Estado de São Paulo uma das vagas brasileiras para a disputa da Copa Libertadores da América de 2003.

## Caminho até a final
| Corinthians | Corinthians | Corinthians      | Fase             | Brasiliense      | Brasiliense | Brasiliense      |
| Adversário  | Agregado    | Jogos            | Fase             | Adversário       | Agregado    | Jogos            |
| ----------- | ----------- | ---------------- | ---------------- | ---------------- | ----------- | ---------------- |
| River-PI    | 4 – 1       | 2–1 (F); 2–0 (C) | Primeira fase    | Vasco-AC         | 2 – 2 (gf)  | 1–2 (F); 1–0 (C) |
| Americano   | 6 – 2       | 6–2 (F)          | Segunda fase     | Náutico          | 3 – 2       | 3–2 (C); 0–0 (F) |
| Cruzeiro    | 5 – 4       | 2–2 (C); 3–2 (F) | Oitavas de final | Confiança        | 4 – 1       | 0–0 (F); 4–1 (C) |
| Paraná      | 3 – 2       | 3–1 (C); 0–1 (F) | Quartas de final | Fluminense       | 2 – 0       | 1–0 (C); 1–0 (F) |
| São Paulo   | 3 – 2       | 2–0 (F); 1–2 (C) | Semifinal        | Atlético Mineiro | 5 – 1       | 3–0 (F); 2–1 (C) |

Legenda: (C) casa; (F) fora

### Corinthians
Dirigido pelo técnico Carlos Alberto Parreira, o Corinthians estreou na Copa do Brasil 2002 contra o Ríver, do Piauí. A partida aconteceu no Estádio Albertão, em Teresina. Se vencesse a partida por uma diferença de dois ou mais gols, o time paulista eliminaria o jogo de volta. Empolgado pela boa campanha na Copa Norte, o River deu um pouco de trabalho para o Corinthians, que se manteve na maior parte do tempo na defesa tentando apenas explorar os contra-ataques. O primeiro gol da partida veio aos 35min em um falha do zagueiro Raury. O jogador do River tentou tirar a bola e furou, Deivid que estava atrás do jogador, não perdoou e fez 1 a 0. Depois do intervalo, o Corinthians voltou para a etapa final disposto a decidir a partida para não ter que fazer o jogo de volta, mas o goleiro Doni, que substituía o titular Dida (ausente na ocasião por servir a seleção brasileira), não colaborou. Aos 33 min, o atacante Alcimar arriscou de longe, Doni abaixou para fazer a defesa e a bola passou no meio de suas mãos e foi parar no fundo gol. Leandro, que havia entrado no segundo tempo, marcou de cabeça o segundo gol corintiano, dois minutos depois. Mas a partida terminou em 2 a 1.
Na segunda partida, no Estádio do Pacaembu, o Corinthians poderia até perder por 1 a 0. A equipe de Parreira começou a partida em ritmo lento. O primeiro gol corintiano só viria aos 29min da primeira etapa quando o volante Vampeta pegou o rebote de uma bola rebatida pela zaga do Ríver, ajeitou no peito e chutou de fora da área para abrir o placar. O River não conseguia chegar perto da área do Corinthians e arriscava chutes de longe, mas sem levar muito perigo ao gol de Doni. Com a expulsão do zagueiro Fábio Luciano, no segundo tempo, o técnico Parreira teve de recompor a defesa, tirando um atacante de campo. Com isso, o jogo ficou sem emoção e o Corinthians se mostrava satisfeito com o resultado. No último minuto de partida, o meia Ricardinho deu um belo passe para Rogério que teve a tranquilidade de driblar o goleiro e fechar o placar.
No dia 20 de fevereiro, o Corinthians enfrentou o Americano no estádio Godofredo Cruz, na cidade de Campos, em partida válida pela segunda fase da competição. Ainda nesta fase, o regulamento previa que o time visitante eliminaria a partida de volta se vencesse o jogo de ida por uma diferença de mais de dois gols. Desde o início da partida, os jogadores corintianos mostraram um bom futebol e não deram chances ao Americano. Aos 25 min, o atacante Gil foi derrubado na área. O meia Ricardinho cobrou e abriu o placar. Após três minutos, Kléber cruzou e Deivid mergulhou para fazer o segundo gol do Corinthians. O Americano tentou responder e Felipe diminuiu em um vacilada da defesa corintiana. O Corinthians voltou a dominar a partida e o atacante Leandro fez, aos 37 min, o terceiro gol da equipe de Parque São Jorge. Na volta do intervalo, o Corinthians ampliou logo aos 10 min, novamente com Leandro. Deivid também balançou a rede mais duas vezes, aos 12 min e aos 24 min. Aos 38 min, Camilo ainda diminuiu para o Americano e a partida terminou em 6 a 2 para o Corinthians.
O adversário do Corinthians nas oitavas de final era o Cruzeiro. A primeira partida foi realizada no estádio do Morumbi, em São Paulo. O jogo foi bastante equilibrado durante os primeiros 30 minutos. Apesar de as duas equipes terem entrado em campo com três atacantes, as defesas levaram a melhor com uma marcação bastante cerrada. Os visitantes apostavam na velocidade em contra-ataques com Edílson, enquanto os anfitriões exploravam as jogadas pelas pontas com Gil e Deivid. O Corinthians abriu o placar aos 33min do primeiro tempo. Kléber recebeu a bola na esquerda e cruzou para Deivid, que estava em posição irregular, cabecear sem chance para o goleiro Jefferson. O Cruzeiro teve uma chance para empatar ainda na primeira etapa quando Ricardinho cobrou falta, Edílson cabeceou sozinho, para baixo, e o goleiro Dida fez defesa espetacular, garantindo a vitória no Corinthians no primeiro tempo. O Corinthians chegou ao segundo gol aos 10 minutos da etapa final, quando Gil recebeu, impedido, bola na esquerda e cruzou para Ricardinho completar para o gol. Com o gol, a equipe corintiana recuou e permitiu o avanço do Cruzeiro, que partiu determinado, ao menos, a diminuir a diferença. O primeiro gol cruzeirense saiu aos 30 min, em uma falha do goleiro Dida, que não conseguiu interceptar a cobrança de escanteio de Joãozinho, dentro da pequena área, e permitiu a cabeçada de Edílson. Oito minutos depois, a defesa corintiana saiu para tentar fazer a linha de impedimento e deixou o Sorín completamente livre. O lateral argentino só completou para o gol de Dida, que nada pôde fazer. Com o resultado em 2 a 2, o time paulista precisaria vencer ou empatar por três ou mais gols avançar às quartas de final. Novo empate em 2 a 2 levaria a decisão aos pênaltis. Igualdade em 0 a 0 ou 1 a 1 classifica o time mineiro.
A segunda partida ocorreu no dia 3 de abril no estádio do Mineirão, em Belo Horizonte. Mesmo precisando vencer, o Corinthians iniciou a partida sem se arriscar ofensivamente e passou alguns apuros com o ataque da equipe mineira, que entrava tocando pelo meio da grande área. Ainda no primeiro tempo o clube paulista perdeu Scheidt, depois do zagueiro levar uma entrada dura, por trás, do atacante Jussiê. Orientado pelo técnico Carlos Alberto Parreira, os corintianos passaram a arriscar chutes de longa distância para tentar furar o bloqueio do Cruzeiro. Os gols da partida viriam apenas no segundo tempo. Aos 15 min, o volante Fabrício abriu o placar com chute de fora da área. Foi o primeiro gol do jogador na Copa do Brasil 2002. Aos 26 min, o meia Renato armou jogada e tocou para Kléber, que levantou para Deivid, de cabeça, marcar o seu sexto gol na competição e assumir a artilharia. O terceiro gol da partida também saiu dos pés de Renato, que arriscou de longa distância e conseguiu ampliar o placar aos 29 min. Faltando cinco minutos para o término da partida, o Corinthians se acomodou e acabou sofrendo dois gols. O primeiro com Joãozinho, que ganhou de cabeça do zagueiro Anderson e o segundo com uma falha do zagueiro corintiano Fábio Luciano, que acabou desviando a bola e mandando para o próprio gol. Mesmo com o susto no final do jogo, os corintianos comemoraram a classificação em Belo Horizonte.
Nas quartas de final, o Corinthians enfrentaria o Paraná Clube. A primeira partida ocorreu no dia 10 de abril, no estádio do Pacaembu. O Corinthians começou o jogo procurando marcar logo o primeiro gol. Foram pelo menos quatro oportunidades antes que Deivid, aos 10 min, escorasse de cabeça um levantamento de Rogério. O atacante subiu sem marcação e não teve dificuldades para empurrar para a rede. Depois do gol, a equipe dirigida por Carlos Alberto Parreira recuou. Mas o Paraná não soube aproveitar os espaços no meio campo. Com uma proposta nitidamente defensiva, a equipe de Curitiba se preocupou em realizar desarmes. Apenas Maurílio, em três cobranças de falta, conseguiu levar o Paraná ao ataque. Mas a falta de habilidade de seus atacantes facilitou a tarefa da defensiva corintiana, que não teve problemas para controlar as poucas descidas do adversário. Na etapa final, o Corinthians teve mais presença no campo do adversário, passou a dominar o jogo e chegou a mais dois gols. Aos 8 min, Ricardinho concluiu uma bela jogada coletiva do ataque após receber passe de Leandro. O Corinthians passou a trocar passes, sempre buscando o ataque, e chegou ao terceiro gol aos 20 min. Em cobrança de escanteio, o goleiro Neneca rebateu e o lateral Rogério pegou a sobra, chutando no canto direito. Os jogadores do Paraná recuaram na esperança de evitar mais gols, mas sem homens no ataque para segurar a bola no campo de defesa corintiano, deixava a equipe da casa atacar sem trégua. Ainda assim, os paranistas chegaram ao gol de honra em uma desatenção da defesa corintiana. Aos 32 min, Adriano Chuva recebeu livre na área e empurrou para o gol vazio. Com o gol do Paraná, o Corinthians preocupava-se que o tempo corresse. Enquanto isso, seu rival tentava, sem muito sucesso, chegar ao gol de Dida. A partida terminou em 3 a 1 para os paulistas..
O segundo jogo da série ocorreu no dia 17 de abril, no estádio Couto Pereira, em Curitiba. Apesar de precisar da vitória por dois gols, o Paraná se lançava ao ataque timidamente e não assustava o Corinthians. O time da casa até tentava pressionar, mas produzia pouco com a dupla de atacantes Maurílio e Adriano Chuva. Aos poucos o trio ofensivo corintiano — composto por Deivid, Leandro e Gil — começou a se soltar e levou algum perigo ao gol de Neneca. Mas partida ficou complicada para o Corinthians no final do primeiro tempo. O zagueiro Anderson, que já havia recebido o cartão amarelo, tocou a mão na bola e foi expulso. Parreira foi obrigado a sacar o atacante Leandro e recompor a zaga com Batata. Com um jogador a menos, o time paulista se fechou atrás e tentou suportar a pressão do Paraná, que cresceu no jogo. Aos 11 min dos segundo tempo, o meia Marquinhos conseguiu acertar um chute de voleio no canto esquerdo do gol de Dida, depois de Fábio Luciano tentar afastar a bola. Com 1 a 0 no placar, o Paraná sufocou o Corinthians. Aos 24 min, Adriano Chuva se antecipou ao goleiro Dida e de cabeça, mandou uma bola na trave. Mas os corintianos conseguiram segurar o resultado até o final do jogo e com isso chegaram a segunda semifinal no primeiro semestre do ano - o time do Parque São Jorge jogaria contra o São Caetano a semifinal do Torneio Rio-São Paulo. Na próxima fase da Copa do Brasil, o alvinegro enfrentaria o São Paulo.
Os dois jogos aconteceriam no estádio do Morumbi. O sorteio da Confederação Brasileira de Futebol definiu que o primeiro mando do clássico era dos são-paulinos e o segundo, dos corintianos. A primeira partida foi realizada no dia 24 de abril. Sem poder contar com Anderson, expulso contra o Paraná, e com Fabrício, que recebeu o terceiro cartão amarelo na mesma partida, o Corinthians iniciou a partida cauteloso. Comandados por França e Kaká, os são-paulinos criaram boas chances, mas não conseguiram abrir o placar. Na etapa final, a equipe de Carlos Alberto Parreira voltou motivada e abriu o placar logo no primeiro minuto. Deivid recebeu cruzamento rasteiro pela esquerda, livre na área, e deu um corte em Rogério Ceni. O goleiro são-paulino ainda conseguiu tocar na bola, que subiu, e, na sobra, o atacante corintiano mostrou oportunismo para completar de cabeça. Após do gol, o time do Morumbi tentou esboçar uma reação. Aos 15 min,  em uma jogada confusa, Belletti foi derrubado na área pelo volante Otacílio, e o juiz Edílson Pereira de Carvalho marcou pênalti. Na cobrança, França bateu no meio do gol, o goleiro Dida espalmou, e, no rebote, Adriano, livre, chutou por cima. Dois minutos depois, França se contundiu ao esticar a perna para tentar alcançar um lançamento e deixou o campo de maca. E aos 45min do segundo tempo, o zagueiro Fábio Luciano deu um chute da defesa, e a bola caiu nos pés de Deivid, que dominou sozinho e chutou entre as pernas do goleiro Rogério Ceni. Com os dois gols marcados, o atacante corintiano se isolava na artilharia da Copa do Brasil, com nove gols. O resultado deixava a equipe do Parque São Jorge muito próxima de alcançar sua terceira final da Copa do Brasil, repetindo os feitos de 1995, quando foi campeão vencendo o Grêmio, e 2001, em que perdeu a decisão para o mesmo adversário. O Corinthians podia perder o jogo de volta por um gol de diferença que avançaria à final da competição nacional.
A segunda partida da semifinal ocorreu no dia 1 de maio, também no Morumbi. Durante todo o primeiro tempo, a equipe são-paulina se lançou à frente e encarou, como obstáculo, um Corinthians bastante compacto no campo de defesa e pouco disposto a partir para o ataque. O técnico Nelsinho Baptista mexeu logo na equipe, colocando Lúcio Flávio no lugar de Souza. A mudança surtiu efeito. Rápido e combativo, o volante deu mais volume do jogo ao time tricolor e, ao mesmo tempo, liberou Kaká para a criação das jogadas. Boa parte delas, entretanto, acabaram afastadas pela defesa corintiana, que se fechou dentro da área e afastava os cruzamentos da maneira que era possível. No meio, tanto Fabrício quanto Vampeta cadenciavam o jogo, tornando-o lento — exatamente o que o time alvinegro precisava. Na única oportunidade em que saiu para o ataque, o Corinthians contou com uma falha de Rogério Ceni, que viu passar por entre as pernas uma bola tocada despretensiosamente por Deivid, mas Jean chegou antes que o atacante e evitou o gol. Já no setor ofensivo, faltava ao São Paulo uma definição no passe que poderia gerar a conclusão a gol. A equipe buscava surpreender Dida com chutes de longa distância. Quase todos foram parar muito longe do gol. No segundo tempo, o São Paulo chegou ao gol. Em uma cobrança de escanteio de Adriano, aos 3 min, Gustavo Nery desviou e Reinaldo apareceu com o gol vazio para colocar o tricolor em vantagem. Apesar de ainda precisar de mais um gol para levar a decisão aos pênaltis, os são-paulinos recuaram e deram espaços ao corintianos. Assim, o Corinthians chegou ao gol de empate aos 16 min. Ricardinho cobrou falta, a defesa são-paulina só observou a bola chegar aos pés de Deivid, que livre de marcação finalizou no canto esquerdo de Rogério Ceni e marcou seu 10º gol na Copa do Brasil. No entanto, São Paulo voltou ao ataque três minutos depois. Reinaldo desviou de cabeça, no travessão, e o rebote foi de Kaká, que mandou para o fundo da rede e voltou a dar esperanças ao time do Morumbi. A partir daí, o jogo ficou equilibrado e foram raras as finalizações para o gol. Em um lance que poderia ter definido o jogo, o corintiano Leandro marcou o gol de empate, mas o bandeirinha anotou impedimento de forma equivocada. Nos minutos finais, até o goleiro Rogério Ceni foi para a área corintiana. O goleiro quase proporcionou o gol de empate ao Corinthians, que não soube aproveitar o contragolpe com o gol vazio. O árbitro Wilson de Souza Mendonça deu três minutos a mais de acréscimos, mas os são-paulinos não conseguiram chegar ao terceiro gol, que daria a classificação ao time do Morumbi. Irritados, Ceni e outros jogadores são-paulinos partiram para cima do juiz pernambucano após o término da partida, reclamando mais acréscimos. Mesmo perdendo para o São Paulo por 2 a 1, o Corinthians fez prevalecer o resultado do jogo de ida - 2 a 0 - e garantiu a vaga na decisão contra o Brasiliense.

### Brasiliense
O Brasiliense, equipe pertencente ao ex-senador Luiz Estevão, cassado no ano passado por conta de envolvimento no caso do superfaturamento da obra do Tribunal Regional do Trabalho em São Paulo, teve como primeiro adversário na Copa do Brasil 2002 o Vasco da Gama. Na partida de estreia, em Rio Branco, o time da casa se impôs diante da equipe do Distrito Federal e venceu por 2 a 1. Os gols do clube acreano foram marcados por Índio e Ciro. Xavier fez o único do Brasiliense. No jogo de volta, no estádio Boca do Jacaré, em Taguatinga, Xavier marcou o gol da vitória e da classificação do time do Distrito Federal.
Na segunda fase, o Brasiliense encarou o Náutico, dirigido pelo técnico Muricy Ramalho. Jogando a primeira partida em Taguatinga, o time da casa venceu por 3 a 2. Wellington Dias e Gil Baiano marcaram para o Brasiliense. Lima e Adilson descontaram para o Náutico. No segundo jogo, o time pernambucano não conseguiu marcar gols, e a partida terminou em 0 a 0 — resultado que classificou o clube do Distrito Federal.
Nas oitavas de final, o Brasiliense encarou o Confiança, de Sergipe. O primeiro duelo, marcado para o dia 13 de maio, em Aracaju, terminou em um empate sem gols. No jogo de volta, o Brasiliense goleou os sergipanos por 4 a 1, com quatro gols de Gil Baiano. O lateral abril o placar aos 38 min do primeiro tempo. Márcio Gaia, aos 46 min empatou para o Confiança, resultado que classificaria o time sergipano. Mas Gil Baiano marcou aos 3 min, 37 min e 42 min da etapa final e decretou a classificação da equipe de Taguatinga para as quartas de final da competição.
O próximo adversário do Brasiliense era o Fluminense. Jogando a primeira partida no Distrito Federal, em 10 de abril, o time dirigido pelo técnico Edson Porto venceu o clube carioca por 1 a 0. O único gol da partida foi marcado pelo meia-atacante Wellington Dias, aos 31min do segundo tempo, em cobrança de pênalti. Os anfitriões pressionaram no final, mas não conseguiram aumentar a vantagem. No jogo de volta, o Brasiliense surpreendeu novamente e derrotou o Fluminense, no Maracanã, no Rio de Janeiro e garantiu a classificação para a semifinal da competição. Mais uma vez, Wellington Dias decidiu a partida em favor da equipe do Distrito Federal. O meia-atacante marcou o único gol do jogo, logo aos 7 min do primeiro tempo. Ele aproveitou uma falha do goleiro Murilo, que furou a bola dentro da área, e só tocou para o gol vazio. O técnico do Fluminense, Oswaldo de Oliveira, mexeu no time para o segundo tempo e colocou os atacantes Caio e Roni, mas mesmo assim o time carioca não conseguiu reverter o resultado negativo.
A semifinal seria disputada contra o Atlético-MG. O primeiro jogo foi marcado para o dia 24 de abril no estádio do Mineirão, em Belo Horizonte. Mesmo com o favoritismo da equipe mineira, o Brasiliense foi superior na etapa inicial e criou as melhores chances de gol. A equipe do Distrito Federal teve três grandes oportunidades para marcar, mas os atacantes falharam nas conclusões. Aos 30 min da etapa inicial, o atacante Gil Baiano cobrou falta no ângulo esquerdo, sem chances para o goleiro atleticano Milagres. Após o gol, o Brasiliense desperdiçou duas outras chances para ampliar. Aos 33 min, Jackson recebeu livre na área, mas finalizou para fora. Dois minutos depois, Gil Baiano entrou livre na área, mas bateu em cima do gol atleticano. Na etapa final, o Atlético-MG não levou perigo ao gol de Donizete. Em um contra-ataque, aos 35 min, Weldon aproveitou falha de Marcelo Djian, após cruzamento de Wellington Dias, e fez o segundo gol. No descontos, o mesmo Wellington Dias fez jogada individual e arriscou de fora da área, fechando o placar no Mineirão. Com a vitória, o Brasiliense poderia perder até por dois gols, no jogo de volta, e mesmo assim se classificaria para a final da competição nacional. A equipe ainda quebrava uma invencibilidade de 15 jogos em que o Atlético-MG em jogos no estádio do Mineirão - a última derrota havia sido contra o Santos, em 2001, pelo Campeonato Brasileiro. No jogo de volta, o Brasiliense venceu novamente o time mineiro. Jogando no estádio Boca do Jacaré, a equipe de Taguatinga fez 2 a 1 - com dois gols de Wellington Dias - e garantiu a classificação inédita para a final da competição. O atacante abriu o placar aos 16min do primeiro tempo. Na etapa final, aos 6min, fez o segundo. Os mineiros descontaram com Marques, aos 10min. Era a primeira vez que um clube da capital federal atingia uma final de uma competição nacional.

## Primeira Partida

### Resumo
O primeiro duelo da final aconteceu no estádio do Morumbi, em São Paulo, no dia 8 de maio. Preocupado em assegurar uma vantagem que lhe desse tranquilidade no segundo jogo, o Corinthians começou a partida no ataque. Nos primeiros cinco minutos, o Brasiliense não conseguiu passar do meio-campo. O time do técnico Carlos Alberto Parreira alternou os ataques pelas laterais, com Rogério, na direita, e Kléber, na esquerda, mas teve dificuldade para finalizar no primeiro tempo. Mas a eficiência da equipe paulista, que teve dificuldade para entrar na área com a bola dominada, não durou mais que 15 minutos. Após esse período, o Brasiliense melhorou na marcação e deixou o jogo equilibrado. Os dois goleiros acabaram quase não sendo exigidos na primeira etapa.
Na fase final, o Corinthians conseguiu abrir o placar. Aos 9 min, Deivid marcou, após cruzamento pelo lado esquerdo. Mas os corintianos mal tiveram tempo para comemorar o gol. Logo em seu primeiro ataque, o Brasiliense empatou, com Maurício, que aproveitou uma falha de marcação da defesa rival, sendo que o atacante do Brasiliense esta em posição de impedimento. Após ceder o empate, a equipe de Parreira perdeu a calma e passou a oferecer os contra-ataques ao adversário. Sem tranquilidade, os corintianos trocavam passes laterais no meio-campo, sem objetividade. Mesmo sem corrigir as suas falhas, o Corinthians desempatou a partida, aos 35 min, com outro gol de Deivid. No lance que originou o gol corintiano, Gil e Tiago colidiram-se. O Brasiliense reclamou com insistência do juiz Carlos Eugênio Simon. Em seguida, o árbitro não deu um pênalti a favor do time do Distrito Federal, cometido por Ânderson sobre Carioca.
Após o apito final, o técnico Péricles Chamusca partiu para cima do juiz gaúcho, que representaria o Brasil na Copa do Mundo daquele ano, mas a polícia entrou em ação e o impediu de falar com Simon. Simon seria suspenso pela CBF de competições nacionais até o Campeonato Brasileiro por causa dos erros de arbitragem. Com os dois gols que deram a vitória ao Corinthians, o atacante Deivid se tornava o maior artilheiro da história da Copa do Brasil. Com 12 gols, o corintiano ultrapassou a marca de Washington, que marcou 11 vezes pela Ponte Preta na edição 2001 do torneio. O duelo no Morumbi registrou um público de 65.627 mil torcedores, o maior no estádio paulista naquele ano até então.

### Detalhes
| 8 de maio de 2002 | Corinthians    | 2 – 1     | Brasiliense  | Estádio do Morumbi, São Paulo, SP                |
| 21:45 (UTC-3)     | Deivid 53' 80' | Relatório | Maurício 54' | Público: 65 627 Árbitro: RS Carlos Eugênio Simon |

| G                       |  | Dida          |  |     |
| LD                      |  | Rogério       |  |     |
| Z                       |  | Fábio Luciano |  |     |
| Z                       |  | Anderson      |  |     |
| LE                      |  | Kléber        |  |     |
| V                       |  | Vampeta       |  |     |
| V                       |  | Fabrício      |  |     |
| M                       |  | Ricardinho    |  |     |
| A                       |  | Gil           |  |     |
| A                       |  | Leandro       |  | 68' |
| A                       |  | Deivid        |  |     |
| Substituições:          |  |               |  |     |
| M                       |  | Renato        |  | 68' |
| Treinador:              |  |               |  |     |
| Carlos Alberto Parreira |  |               |  |     |

| G                 |  | Donizeti        |                               |                 |
| LD                |  | Moisés          |                               |                 |
| Z                 |  | Aldo            | Penalizado com cartão amarelo |                 |
| Z                 |  | Tiago           | Penalizado com cartão amarelo |                 |
| LE                |  | Emerson         |                               |                 |
| V                 |  | Evandro         |                               |                 |
| V                 |  | Carioca         | Penalizado com cartão amarelo |                 |
| M                 |  | Maurício        |                               |                 |
| M                 |  | Gil Baiano      |                               |                 |
| A                 |  | Wellington Dias |                               |                 |
| A                 |  | Jackson         |                               | Substituído     |
| Substituições:    |  |                 |                               |                 |
| A                 |  | Weldon          |                               | Entrou em campo |
| Treinador:        |  |                 |                               |                 |
| Péricles Chamusca |  |                 |                               |                 |

## Segunda Partida

### Resumo
Criado há menos de dois anos por senador cassado Luiz Estevão, o Brasiliense poderia levar o título da Copa do Brasil de 2002 com uma vitória por 1 a 0. Já o Corinthians, que três dias antes da segunda partida da decisão havia levantado o título do Torneio Rio-São Paulo, precisava apenas de um empate para conquistar também a Copa do Brasil e uma vaga na Copa Libertadores da América de 2003. A segunda partida da grande decisão ocorreu no dia 15 de maio, no estádio Boca do Jacaré, em Taguatinga. Com a vantagem de jogar pelo empate para ser campeão, a equipe de Parque São Jorge começou o jogo muito recuada, errando muitos passes e deixando o Brasiliense levar algum perigo ao seu gol. Em 17 minutos de partida, a equipe paulista já havia errado 15 passes. Assim, passou a ser pressionado pelo Brasiliense, que teve as cinco primeiras chances de gol do jogo. Na mais clara, Jackson recebeu em velocidade, entrou na área e chutou para fora na saída de Dida. A postura recuada fazia o Corinthians ficar sem ligação com o ataque, e Brasiliense realizava forte marcação na saída de bola, principalmente sobre o meia Ricardinho. O meia Gil Baiano conseguia dominar o meio de campo e com isso armava as principais jogadas do time do Distrito Federal. Apesar de ter as melhores chances para abrir o placar, o ataque do Brasiliense parava nas mãos Dida, que fazia sua última partida pelo Corinthians — ele retornaria para o Milan após a Copa do Mundo. Quando a equipe paulista passou a marcar melhor no meio e a dificultar a entrada em sua área, o Brasiliense ficou menos perigoso no ataque, o que permitiu ao Corinthians encontrar espaço para jogar. No primeiro lance de perigo corintiano, Rogério chegou a ficar na frente de Donizetti, após tabela, mas chutou em cima do goleiro. O volante Vampeta foi o único jogador do Corinthians a levar mais perigo ao gol adversário, arriscando alguns chutes de longa distância. Em um deles, Donizetti desviou a bola, que ainda bateu no travessão antes de sair. Com a melhora corintiana na criação, o Brasiliense ganhou a oportunidade de explorar o contra-ataque. Em uma das investidas, propiciada por falta não marcada em Fabrício, do Corinthians, o time teve uma falta duvidosa marcada na entrada da área. Na cobrança aos 42min, Wellington Dias, ex-torcedor do Corinthians, mandou à direita de Dida, à meia altura, e fez 1 a 0. Era o oitavo gol do atacante na competição, que se isolou na vice-liderança da artilharia da Copa do Brasil.
No segundo tempo, o Corinthians começou no ataque. As investidas e os cruzamentos das laterais passaram a funcionar com mais eficiência. Em cobrança de falta de Rogério pela direita, Gil apareceu sozinho na frente de Donizetti e cabeceou para fora. Com o resultado a seu favor o Brasiliense se fechou na defesa e passou a explorar os contra-ataques com perigo. Aos poucos o Corinthians equilibrou a partida. A equipe do Distrito Federal, que havia planejado uma marcação especial no meia corintiano Ricardinho para minar as principais armações de jogadas do adversário, sucumbiu em um contra-ataque em velocidade puxado por Leandro. Leandro cruzou da esquerda, colocando a bola na cabeça de Deivid, que marcou com um desvio para o gol, aos 20min. Era o 13º gol do atacante corintiano na Copa do Brasil, o maior número de gols já obtido por um jogador na história do torneio até então. Depois do empate, o Corinthians começou a valorizar a posse de bola e trocar passes, esperando o fim da partida. O Brasiliense se abalou com o empate e deu chance para o Corinthians virar o jogo logo depois. Kléber tabelou, entrou na área e cruzou para Gil, que furou na frente de Donizetti e viu Deivid chutar para fora na sequência, sem goleiro. Passado o impacto inicial do gol corintiano, o time do Distrito Federal voltou a ter oportunidades, mas não aproveitou. Wellington Dias chegou a furar na frente de Dida, e Thiago, a cabecear na trave. Mas a partida terminou em empate. Com o resultado, o Corinthians chegava ao segundo título da Copa do Brasil.

### Detalhes
| 15 de maio de 2002 | Brasiliense         | 1 – 1     | Corinthians | Boca do Jacaré, Taguatinga, DF                       |
| 21:45 (UTC-3)      | Wellington Dias 42' | Relatório | Deivid 65'  | Público: 32 000 Árbitro: PE Wilson de Souza Mendonça |

| G                 |  | Donizeti        |  |     |
| LD                |  | Moisés          |  | 85' |
| Z                 |  | Aldo            |  |     |
| Z                 |  | Tiago           |  |     |
| LE                |  | Emerson         |  |     |
| V                 |  | Evandro         |  |     |
| V                 |  | Carioca         |  |     |
| M                 |  | Maurício        |  | 74' |
| M                 |  | Gil Baiano      |  |     |
| A                 |  | Wellington Dias |  |     |
| A                 |  | Jackson         |  | 69' |
| Substituições:    |  |                 |  |     |
| M                 |  | Lê              |  | 74' |
| A                 |  | Rodrigo Ayres   |  | 85' |
| A                 |  | Weldon          |  | 69' |
| Treinador:        |  |                 |  |     |
| Péricles Chamusca |  |                 |  |     |

| G                       |  | Dida          |                               |     |
| LD                      |  | Rogério       |                               |     |
| Z                       |  | Fábio Luciano | Penalizado com cartão amarelo |     |
| Z                       |  | Anderson      |                               |     |
| LE                      |  | Kléber        |                               |     |
| V                       |  | Vampeta       |                               | 73' |
| V                       |  | Fabrício      | Penalizado com cartão amarelo |     |
| M                       |  | Ricardinho    |                               |     |
| A                       |  | Gil           |                               |     |
| A                       |  | Leandro       |                               | 72' |
| A                       |  | Deivid        |                               |     |
| Substituições:          |  |               |                               |     |
| V                       |  | Fabinho       |                               | 73' |
| M                       |  | Renato        |                               | 72' |
| Treinador:              |  |               |                               |     |
| Carlos Alberto Parreira |  |               |                               |     |

## Premiação
| Copa do Brasil de 2002          |
| São Paulo                       |
| ------------------------------- |
| Corinthians Campeão (2º título) |